# 50 Fabulous Italian Favorites
50 Fabulous Italian Favorites è un album discografico del chitarrista statunitense Al Caiola, pubblicato dalla casa discografica United Artists nel marzo del 1964.

## Tracce

### LP
Lato A
1. Medley
2. Medley
3. Medley
4. Medley
5. Medley
6. Medley
7. Medley

Lato B
1. Medley
2. Medley
3. Medley
4. Medley
5. Medley
6. Medley

## Musicisti
- Al Caiola - chitarra
- Musicisti orchestra non accreditati

Note aggiuntive
- Leroy Holmes - produttore
- Norman Art Studio, Chicago - design copertina album originale
- Clyde M. Lefevbre - note retrocopertina album originale[2]